# Tessaropa carioca
Tessaropa carioca är en skalbaggsart som beskrevs av Martins 1981. Tessaropa carioca ingår i släktet Tessaropa och familjen långhorningar. Inga underarter finns listade i Catalogue of Life.